# Ignazio Marini
Ignazio Marini (Bèrgam, 28 de novembre de 1811 - Milà, 29 d'abril de 1873) va ser un cantant dramàtic italià.
De molt jove debutà en el teatre de Brèscia i després va passar a La Scala de Milà, on adquirí molta reputació, ja que a la seva veu de baix profund unia un talent d'actor poc comú. Després de fer una gira per Amèrica, retornà a Milà, on es va fer aplaudir sobretot en Les Huguenots de Meyerbeer. També va treballar en el teatre Imperial de Sant Petersburg i a Barcelona el 1860.